# Хлоя Іст
Хлоя Іст (англ. Chloe East; нар. 16 лютого 2001, Сан-Клементе, Каліфорнія, США) — американська акторка і танцюристка. Почала кар'єру як дитина-акторка, з'явившись у двох епізодах «Справжньої крові» 2013 року. Зіграла Віллоу Пірс у першому сезоні серіалу «Лід», роль Різ в одному сезоні серіалу «Кевін врятує світ. Якщо вийде» і Наомі в серіалі «Покоління». Втілилила Моніку Шервуд у напівавтобіографічному фільмі Стівена Спілберга «Фабельмани» (2022).

## Ранні роки
Народилася 2001 році в Сан-Клементе, Каліфорнія. Має двох братів. Зайнялася танцями у віці двох років.

## Кар'єра
У 9 років почала працювати моделлю, а в 11 зніматися в телесеріалі HBO «Справжня кров». Серед інших робіт роль приквелі «IT List» бестселеру «Джесіка Дарлінг» і повторювальна роль Вел в серіалі «Лів і Медді» від Disney Channel. 2016 року отримала роль Віллоу Пірс у першому сезоні драматичного телесеріалу «Лід» від Audience Network.
У березні 2017 року отримала роль Різ, племінниці Кевіна, у драматичному телесеріалі ABC «Кевін врятує світ. Якщо вийде», який транслювався в телевізійному сезоні 2017—2018 років. У середині 2018 року взяла участь у танцювальному фільмі «Наступний рівень», який вийшов 2019 року. 2020 року знялася в ролі Дженни у фільмі «Перевертень». 2021 року отримала роль у фільмі Стівена Спілберга «Фабельмани», який вийшов 2022 року. Її героїня, Моніка Шервуд, стає дівчиною головного героя Семмі Фабельмана (Габріель Лабелль) у другій половині фільму. Того ж року отримала роль у майбутньому фільмі «Going Places». У вересні 2022 року Іст завершила знімання у сімейній комедії «Популярна теорія». 2023 року приєдналася до акторського складу гостросюжетного жахастика «Єретик» у ролі сестри Пакстон. У квітні 2024 року стало відомо про її участь у романтичному фентезійному фільмі «Велика смілива красива подорож», а наступного місяця вона приєдналася до кінодрами «At the Sea».

## Особисте життя
У жовтні 2021 року одружилася з Ітаном Прекуртом.

## Фільмографія
| Рік       |   | Українська назва               | Оригінальна назва                | Роль           |
| --------- | - | ------------------------------ | -------------------------------- | -------------- |
| 2013      | с | Справжня кров                  | True Blood                       | дівчинка-фея   |
| 2016—2017 | с | Лів і Медді                    | Liv and Maddie                   | Вел Вішарт     |
| 2016—2017 | с | Лід                            | Ice                              | Віллов Грін    |
| 2017—2018 | с | Кевін врятує світ. Якщо вийде  | Kevin (Probably) Saves the World | Різ Кабрера    |
| 2019      | ф | Наступний рівень               | Next Level                       | Люсі           |
| 2020      | ф | Перевертень                    | The Wolf of Snow Hollow          | Дженна Маршалл |
| 2021      | с | Покоління                      | Generation                       | Наомі          |
| 2022      | ф | Фабельмани                     | The Fabelmans                    | Моніка Шервуд  |
| 2024      | ф | Популярна теорія               | Popular Theory                   | Арі Пейдж      |
| 2024      | ф | Єретик                         | Heretic                          | сестра Пакстон |
| 2024      | с | Жодної доброї справи           | No Good Deed                     | Емілі Морган   |
| 2025      | ф | Велика смілива красива подорож | A Big Bold Beautiful Journey     |                |